# (474041) 2016 GL225
(474041) 2016 GL225 es un asteroide perteneciente al cinturón de asteroides, descubierto el 9 de septiembre de 2004 por el equipo del Lincoln Near-Earth Asteroid Research desde el Laboratorio Lincoln, Socorro, Nuevo México.

## Designación y nombre
Designado provisionalmente como 2016 GL22.

## Características orbitales
2016 GL225 está situado a una distancia media del Sol de 2,624 ua, pudiendo alejarse hasta 3,155 ua y acercarse hasta 2,092 ua. Su excentricidad es 0,202 y la inclinación orbital 3,887 grados. Emplea 1552 días en completar una órbita alrededor del Sol.

## Características físicas
La magnitud absoluta de 2016 GL225 es 16,956.